# Thomas Letocha
Thomas Letocha (* 10. Januar 1958 in Frankfurt am Main) ist ein deutscher Drehbuch-, Theater- und Romanautor.

## Leben
Thomas Letocha hat in München, Bern und Boston Jazzklavier und Komposition, sowie in Stuttgart Medientechnik studiert. Er hat als Produzent und Realisator von Musik- und Werbefilmen gearbeitet, er ist Autor und Regisseur zahlreicher Fernsehporträts und Dokumentationen. Seit 1992 hat er etwa 250 verfilmte Drehbücher für das deutsche Fernsehen geschrieben – alle in Zusammenarbeit mit Andreas Föhr. Seit etwa 2012 ist er als Roman- und Theaterautor tätig. Er lebt in München und Südtirol.

## Werke

### Drehbücher (Auswahl)
- 2002–2006: Die Rosenheim-Cops (Serie)
- 2002–2009: Der Bulle von Tölz (Reihe)
- 2007: Alma ermittelt (Fernsehfilm)
- 2007–2010: Der Staatsanwalt (Serie)
- 2009: Ein Fall für zwei (Serie)
- 2011–2012: Schafkopf (Serie)
- 2011–2012: Der Cop und der Snob (Serie)
- 2013–2014: Der Alte (Serie)

Weitere Drehbücher für: Die Wache, Cobra 11, Küstenwache, Lukas, Dirk Bach Show, Soko 5113, Mobbing Girls

### Romane (Auswahl)
- Tulpe ISBN 978-3-7556-0038-1
- Oma Else kann’s nicht lassen. ISBN 978-3-442-47889-7.
- Oma Else startet durch. ISBN 978-3-442-48110-1.
- Ich knittere nicht, ich lache nur. ISBN 978-3-442-48457-7

### Theaterstücke (Auswahl)
- Und es geht doch. Verlag Ahn & Simrock.
- Nächste Station Abenteuer. Verlag Ahn & Simrock
- Claire. Verlag Ahn & Simrock
- Genug gewartet. Verlag Ahn & Simrock